# Тигрови риби
Тигровите риби (Hydrocynus) са род актиноптери от семейство Африкански тетри (Alestidae).
Таксонът е описан за пръв път от Жорж Кювие през 1816 година.

## Видове
- Hydrocynus brevis – Тигрова риба
- Hydrocynus forskahlii
- Hydrocynus goliath – Голяма тигрова риба
- Hydrocynus tanzaniae – Синя тигрова риба
- Hydrocynus vittatus